# Mary Philbin
Mary Philbin (Chicago, 16 luglio 1902 – Huntington Beach, 7 maggio 1993) è stata un'attrice statunitense che fu per breve tempo una stella all'epoca del cinema muto.
È ricordata soprattutto per la sua interpretazione del ruolo di Christine Daaé nel film del 1925 Il fantasma dell'opera al fianco del leggendario Lon Chaney, e per quello di Dea in L'uomo che ride del 1928. Entrambi i film la vedevano nella parte della "Bella" in vicende ricalcate sull'archetipo de La bella e la bestia.

## Biografia

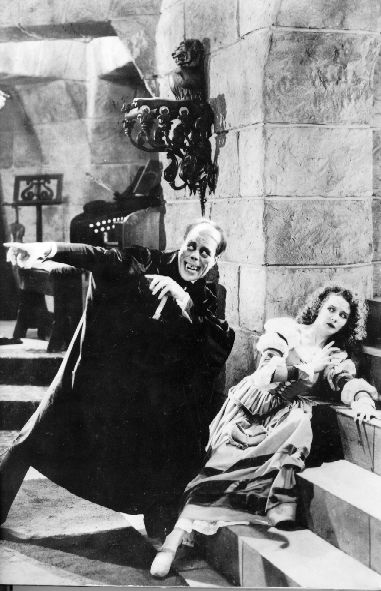
Con Lon Chaney ne Il fantasma dell'Opera

Nata in una famiglia cattolica appartenente alla classe media di origine irlandese, iniziò la propria carriera di attrice dopo aver vinto un concorso di bellezza patrocinato dalla Universal Pictures. Debuttò sul grande schermo nel 1921 e nel corso degli anni venti diventò un'attrice di successo, prendendo parte a diversi film di primo piano, tra cui La legge dell'amore nel 1928, dove fu diretta da D. W. Griffith.
Nel 1922, vinse la prima edizione del premio WAMPAS Baby Stars, un'iniziativa pubblicitaria promossa negli Stati Uniti dalla Western Association of Motion Picture Advertisers, che premiava ogni anno tredici ragazze giudicate pronte ad iniziare una brillante carriera nel cinema.
Tuttavia, come molte altre acclamate stelle dell'epoca del muto, la Philbin non riuscì a proseguire la propria carriera oltre l'avvento del sonoro agli inizi degli anni trenta. Prima di ritirarsi interpretò comunque alcuni ruoli parlati e soprattutto doppiò se stessa per la riedizione sonorizzata de Il fantasma dell'opera.
Dopo essersi ritirata dalle scene dedicò la propria vita a prendersi cura dei suoi anziani genitori. Nel 1927 si era fidanzata con il dirigente della Universal Paul Kohner, ma aveva rotto il fidanzamento per l'opposizione dei genitori, dato che lei era cattolica mentre Kohner era un ebreo osservante di origine ceca. Non si sposò mai e si mostrò in pubblico molto di rado. Una delle sue poche apparizioni pubbliche fu negli ultimi anni trascorsi a Los Angeles in occasione della prima del musical di Andrew Lloyd Webber The Phantom of the Opera.
Mary Philbin morì di polmonite nel 1993 all'età di 90 anni e venne sepolta al Calvary Cemetery di Los Angeles.

## Riconoscimenti
- WAMPAS Baby Stars 1922

## Filmografia parziale
- The Blazing Trail, regia di Robert Thornby (1921)
- Danger Ahead, regia di Rollin S. Sturgeon (1921)
- A colpo sicuro (Sure Fire) , regia di John Ford (1921)
- Femmine folli (Foolish Wives), regia di Erich von Stroheim (1922)
- Human Hearts, regia di King Baggot (1922)
- The Trouper, regia di Harry B. Harris (1922)
- Donne viennesi (Merry-Go-Round), regia di Rupert Julian e, non accreditato, Erich von Stroheim (1923)
- Where Is This West?, regia di George Marshall (1923)
- The Age of Desire, regia di Frank Borzage (1923)
- The Temple of Venus, regia di Henry Otto (1923)
- The Thrill Chaser, regia di Edward Sedgwick (1923)
- Fools Highway, regia di Irving Cummings (1924)
- The Gaiety Girl, regia di King Baggot (1924)
- The Rose of Paris, regia di Irving Cummings (1924)
- Fifth Avenue Models, regia di Svend Gade (1925)
- Il fantasma dell'opera (The Phantom of the Opera), regia di Rupert Julian (1925)
- Stella Maris, regia di Charles Brabin (1925)
- Prigionieri, regia di Edward Sloman (1927)
- The Last Performance, regia di Pál Fejös (1927)
- Love Me and the World Is Mine, regia di Ewald André Dupont (1927)
- La legge dell'amore (Drums of Love), regia di D.W. Griffith (1928)
- L'uomo che ride (The Man Who Laughs), regia di Paul Leni (1928)
- Port of Dreams, regia di Wesley Ruggles (1929)
- The Shannons of Broadway, regia di Emmett J. Flynn (1929)
- After the Fog, regia di Leander De Cordova (1929)